# 近藤正慎
近藤 正慎（こんどう しょうしん、文化13年2月30日（1816年3月28日） - 安政5年10月23日（1858年11月28日））は、江戸時代末期（幕末）の尊王攘夷運動家。清水寺寺侍。本姓は栗山、名は義重、通称は仲。幼名は金弥、字は向月。
丹波国桑田郡亀山藩山本村中条（後の京都府南桑田郡篠村山本中条、現在の亀岡市篠町）で、栗山瀬平の三男として生まれる。文政10年（1827年）、京都清水寺成就院で出家。文政12年（1829年）から天保12年（1841年）まで、成就院末の金蔵院の住職を務めた。その後、本山派修験道に入り、義光院兵部と改名して諸国を巡歴した。天保14年（1843年）に還俗し、丹波亀山の近藤市左衛門の養子となり、成就院の寺侍を務めた。
兄弟僧であった月照を支援し尊攘運動に身を投ずる。
安政5年（1858年）10月3日、安政の大獄に連座して捕縛され、六角獄舎において、月照の行方について拷問を交えて問われるが全く白状せず、十数日余り断食した後、獄中で舌を噛み切って壁に頭を打ちつけて自害した。享年43。1903年（明治36年）、従五位に列せられた。
孫に陶磁器の人間国宝である近藤悠三、曾孫に俳優の近藤正臣がいる。子孫は代々、清水寺境内で休憩所「舌切茶屋」を営む。